# توم هيتشكوك
توم هيتشكوك (بالإنجليزية: Tom Hitchcock)‏ هو لاعب كرة قدم بريطاني، ولد في 1 أكتوبر 1992 في هيميل هيمبستيد ‏ في المملكة المتحدة. لعب مع بلاكبيرن روفرز وستيفيناغ بوروه وكوينز بارك رينجرز وميلتون كينز دونز ونادي بريستول روفيرز ونادي بليموث أرجايل ونادي روذرهام يونايتد ونادي كرو ألكساندرا.

## وصلات خارجية
- توم هيتشكوك على موقع قاعدة بيانات كرة القدم.إي يو (الإنجليزية)
- توم هيتشكوك على موقع Soccerbase.com (لاعب) (الإنجليزية)
- توم هيتشكوك على موقع عالم كرة القدم.نت (الإنجليزية)
- توم هيتشكوك على موقع AS.com (الإسبانية)